# Concepción (Sucre)
Pour les articles homonymes, voir Concepción.
Concepción est l'une des six divisions territoriales et statistiques dont l'une des cinq paroisses civiles de la municipalité de Sucre dans l'État de Portuguesa au Venezuela. Sa capitale est La Concepción.

## Environnement
La paroisse civile est en partie couverte, sur sa portion occidental, par le parc national Guaramacal.